# N2 (Mauretanien)

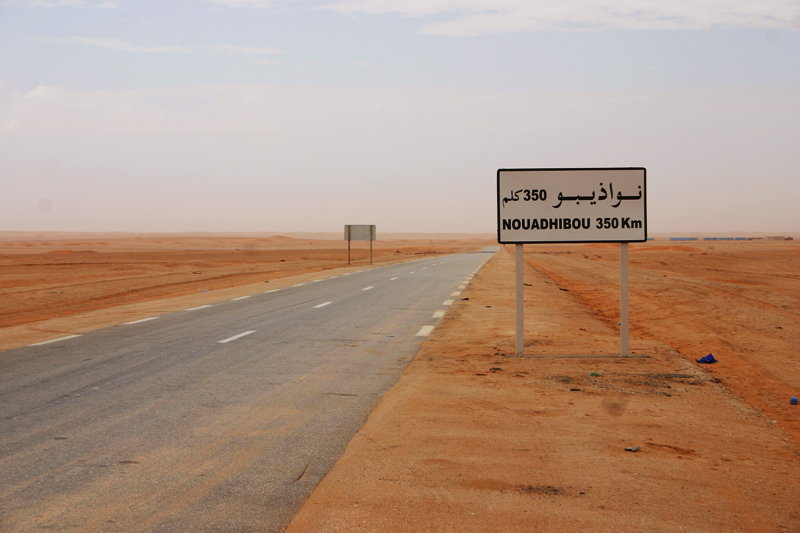
Nationalstraße 2, bis Nouadhibou 350 km

Die N2 ist eine Nationalstraße im Westen Mauretaniens.
Von Süd nach Nord führt sie durch die Verwaltungsregionen Trarza, Nouakchott (Metropolregion), Inchiri und Dakhlet Nouadhibou. Sie ist 698 Kilometer lang und auch unter dem Namen Piste Impériale bekannt. Die N2 ist zugleich die mauretanische Teilstrecke des Kairo-Dakar-Highways, einem der Trans-African Highways.
Von Bedeutung für Mauretanien ist die N2 besonders, weil sie Nouadhibou und Nouakchott, die mit Abstand wichtigsten Städte des Landes, miteinander verbindet. Zudem stellt sie zusammen mit der N 2 Senegals und der Route Nationale 1 in Marokko und der Westsahara die wichtigste Straßenverbindung dar zwischen Mittelmeer und Afrika südlich der Sahara. Damit ist sie für den grenzüberschreitenden Warenverkehr von großer Bedeutung.

## Verlauf und Ausbau
Die N2 beginnt in Rosso direkt an der Fährrampe der Fähre Rosso. Hier ist traditionell die am weitesten stromabwärts gelegene Möglichkeit gegeben, den Grenzfluss Senegal zu überqueren. Nach Querung der hier fünf Kilometer breiten fruchtbaren Schwemmlandebene des Senegal führt der Straßenverlauf bis zum Nordende in Nouadhibou fast ausschließlich durch das wüstenhafte Gebiet der westlichen Sahara und entlang der Küstendünen des Atlantik, die nördlich der Hauptstadt das Meer von der ausgedehnten Senke Sebkha de Ndrhamcha trennen. An nennenswerten Etappenorten im Streckenverlauf gibt es südlich von Nouakchott nur Tiguent El Jedid und nördlich der Hauptstadt sind es Chami und, schon an der Grenze zur Westsahara, Boulenouar. Auf einer Streckenlänge von rund 180 Kilometer umgeht die Straße im Norden in 20 bis 30 Kilometer Entfernung von der Küste die landseitige Grenze des Nationalpark Banc d’Arguin. Während der Streckenverlauf im Ganzen gesehen von Süden nach Norden führt, biegt er für die letzten 50 Kilometer in einer Linkswendung nach Süden auf die Landzunge Ras Nouadhibou ein, um die Hafenstadt Nouadhibou zu erreichen. Kurz vor der Wendung nach Süden zweigt eine neun Kilometer lange asphaltierte Zubringerstraße nach Nordwesten ab zum mauretanischen Grenzübergang nach Guerguerat im marokkanisch kontrollierten Teil von Westsahara. Dort beginnt die N1 Marokkos.
Die Fahrbahnen sind auf ganzer Länge asphaltiert und zusätzlich zwischen der Hauptstadt und dem nördlich der Stadt 2016 eröffneten Flughafen Nouakchott-Oumtounsy mehrspurig ausgebaut.